# Tournée de l'équipe des Lions britanniques et irlandais de rugby à XV en 1977

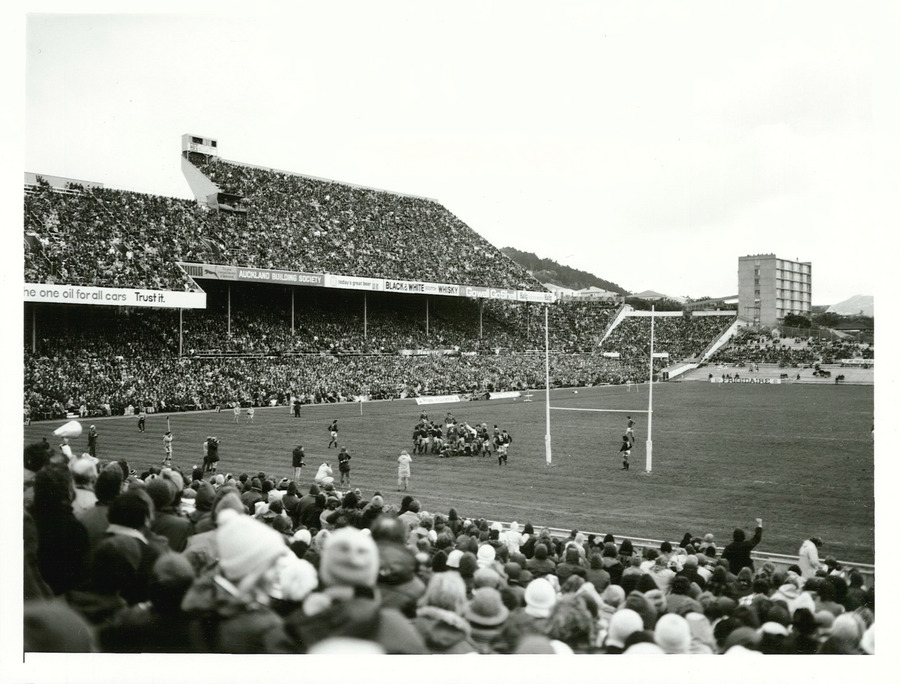
Wellington contre les Lions britanniques à l'Athletic Park (1977)

L'équipe des Lions Britanniques a perdu la tournée organisée en 1977 avec trois défaites, et une seule victoire contre l'équipe de Nouvelle-Zélande. 
26 joueurs ont participé à cette tournée, sous la conduite de leur capitaine, Phil Bennett.

## Première Ligne
- Fran Cotton  Angleterre (3 matchs, 3 comme titulaire)
- Phil Orr  Irlande (1 match, 1 comme titulaire)
- Graham Price  Pays de Galles (4 matchs, 4 comme titulaire)
- Peter Wheeler  Angleterre (3 matchs, 3 comme titulaire)
- Bobby Windsor  Pays de Galles (1 match, 1 comme titulaire)

## Deuxième Ligne
- Bill Beaumont  Angleterre (3 matchs, 3 comme titulaire)
- Gordon Brown  Écosse (3 matchs, 3 comme titulaire)
- Moss Keane  Irlande (1 match, 1 comme titulaire)
- Allan Martin  Pays de Galles (1 match, 1 comme titulaire)

## Troisième Ligne
- Terry Cobner  Pays de Galles (3 matchs, 3 comme titulaire)
- Willie Duggan  Irlande (4 matchs, 4 comme titulaire)
- Trefor Evans  Pays de Galles (1 match, 1 comme titulaire)
- Tony Neary  Angleterre (1 match, 1 comme titulaire)
- Derek Quinnell  Pays de Galles (2 matchs, 2 comme titulaire)
- Jeff Squire  Pays de Galles (1 match, 1 comme titulaire)

## Demi de mêlée
- Doug Morgan  Écosse (2 matchs, 1 comme titulaire)
- Brynmor Williams  Pays de Galles (3 matchs, 3 comme titulaire)

## Demi d’ouverture
- Phil Bennett  Pays de Galles (4 matchs, 4 comme titulaire) (capitaine)

## Trois-quarts centre
- David Burcher  Pays de Galles (1 match, 1 comme titulaire)
- Steve Fenwick  Pays de Galles (4 matchs, 4 comme titulaire)
- Ian McGeechan  Écosse (4 matchs, 3 comme titulaire)

## Trois-quarts aile
- Gareth Evans  Pays de Galles (3 matchs, 3 comme titulaire)
- Elgan Rees  Pays de Galles (1 match, 1 comme titulaire)
- Peter Squires  Angleterre (1 match, 1 comme titulaire)
- JJ Williams  Pays de Galles (3 matchs, 3 comme titulaire)

## Arrière
- Andy Irvine  Écosse (4 matchs, 4 comme titulaire)

## Résultats des matchs
- Le 18 juin, défaite 16-12 contre l'équipe de Nouvelle-Zélande à Wellington.
- Le 9 juillet, victoire 13-9 contre l'équipe de Nouvelle-Zélande à Christchurch.
- Le 30 juillet, défaite 19-7 contre l'équipe de Nouvelle-Zélande à Dunedin.
- Le 13 août, défaite 10-9 contre l'équipe de Nouvelle-Zélande à Auckland.

## Meilleur réalisateur
- Phil Bennett 18 points

## Meilleur marqueur d'essais
- Willie Duggan, Doug Morgan, JJ Williams  1 essai